# Мельниченко, Сергей Владимирович
Сергей Владимирович Мельниченко (укр. Мельниченко Сергій Володимирович; род. 26 октября 1991, Николаев, Украина) — украинский фотограф. Получил известность как лауреат премии Leica Oskar Barnack Award Newcomer 2017 (Берлин, Германия).

## Биография
Родился в 1991 году в Николаеве. В 2014 году окончил Национальный Университет Кораблестроения им. адмирала Макарова.
Автор более 20 фотографических проектов. В творчестве Мельниченко провозглашается главная черта художественной подлинности (в отличие от искусственных художественных стратегий) — постоянный эксперимент, неспособность стоять на месте. В его раннем проекте «Красная шапочка и волк» видны нежные мальчишеские ню-эксперименты, пережитые под влиянием харьковской школы фотографии. Авторские нарративы продолжаются нетипичным, но местами шокирующим визуальным выражением в «Одиночество online», серией «When i was a virgin» и более поздними проектами.
В работах Мельниченко неоднократно появляется тема обнаженности, начиная с серии «Still Untitled Project», вошедшей в книгу «Ukrainian Erotic Photography» (издательство «Основы»).
Одна из ранних и наиболее известных серий автора «Шварценеггер — мой кумир» вызвала различные реакции, связанные с неоднозначным восприятием мужской наготы. Проект «Шварценеггер — мой кумир» многозначителен. Мужская нагота здесь помещена в интерьер постсоветского спортивного зала: постсоветское ассоциируется с уродливым, обнаженность — с прекрасным. При этом, на самом деле, данный проект — о периоде перехода от одной социальной модели к другой, который переживает это поколение, проект о личном и коллективном и не без постмодернистской иронии. Максимальная близость к героям в сериях Мельниченко является формой социального взаимодействия. Присутствие фотографа как привлеченного к действию лица, может влиять на поведение людей, но в любом случае, такой метод работы с реальностью является своеобразной формой межличностных отношений. Серия была по-новому представлена (форматы почти в человеческий рост) на выставке в Харькове в 2019 году.
Более поздние серии Мельниченко, такие как «Polaroids from China», «From Dusk Till Dawn» и «Behind The Scenes», могут быть определены как искренний и «кричащий» документальный нарратив.

## Работы в публичных собраниях
- Mironova Gallery[16] (Киев, Украина)
- f22 foto space[17](Гонконг)
- Schonfeld Gallery[18](Брюссель, Бельгия)
- Little Odessa Gallery (Париж, Франция)
- Grynyov Art Foundation[19] (Киев, Украина)
- Музей Харьковской Школы Фотографии (MOKSOP)[20](Харьков, Украина)

## Избранные награды
- 2020 — Номинация на Foam Paul Huf Award[21] — Амстердам, Нидерланды
- 2017 — Премия «Leica Oskar Barnack Newcomer Award 2017[1]» — Берлин, Германия
- 2017 — 1-е место в национальной премии «Фотограф года 2016», профессиональная стрит категория — Киев, Украина
- 2015 — Номинирован на премию Pinchuk Art Centre — Киев, Украина
- 2013 — Победитель национальной премии «Фотограф года» в категории «Лучшая серия года» — Киев, Украина

## Избранные персональные выставки
- 2020 — «Young and free», Leica 6×7 Gallery, куратор Адам Мазур — Варшава, Польша
- 2019 — «From Dusk Till Dawn», f22 foto space[17] — Гонконг
- 2019 — «Schwarzenegger is my idol», Museum of Kharkiv School of Photography[20] — Харьков, Украина
- 2019 — Leica Gallery London[22] — Лондон, Великобритания
- 2018 — «Only Now Only Never», Mironova Gallery — Киев, Украина
- 2018 — «Loneliness online», SomoS Art Gallery[23] — Берлин, Германия
- 2018 — «Behind The Scenes», Claude Samuel Gallery — Париж, Франция
- 2017 — «Playday», Mironova Gallery — Киев, Украина
- 2017 — «Paris Photo 2017», «Behind The Scenes»/Leica Oskar Barnack Award 2017 — Париж, Франция
- 2017 — «Behind The Scenes», Trzecie Oko Gallery — Краков, Польша
- 2015 — «Les Amours Imaginaries» In Frames Of Landskrona Fotofestival — Ландскруна, Швеция
- 2014 — «Military Commissariat», Estudio Ñ — Вальдивия, Чили
- 2014 — «Schwarzenegger Is My Idol» In Frames Of «Off_Festival Bratislava 2014» — Братислава, Словакия
- 2014 — «Schwarzenegger Is My Idol», Fiebre Galería — Буенос Айрес, Аргентина
- 2013 — «Schwarzenegger Is My Idol» — Showoff Section Of Krakow Photomonth Festival — Краков, Польша